# Redukční činidlo
Redukční činidlo je látka, která odevzdává své elektrony jiné látce, redukuje ji a sama sebe oxiduje. Mezi nejsilnější redukční činidla patří prvky z levé dolní části periodické tabulky (například: cesium, francium, lithium, sodík, draslík), díky snaze získat elektronovou konfiguraci předchozího vzácného plynu.
Redukční činidla obvykle mají navíc volné elektronové páry, ze kterých odevzdávají své elektrony.